# Damily
Damily（ダミリー）は、マダガスカルの音楽バンドである。

## 概要
南西部で冠婚葬祭の場面で演奏されてきた伝統音楽であるツァピックを基礎にコンゴやモザンビークの音楽スタイルを取り入れたスタイルでの演奏を続けている。伝統的には三弦ギターやアコーディオンで演奏されるが、Damilyではエレキギターやエレキベースなどの楽器を使用する。電気事情が不安定なため、簡易的な発電機を用いて練習を行う。

## メンバー
メンバーは以下の5人である。
- Damily（ダミリー）：ギター
- Claude（クロード）：ボーカル
- Naivo（ナイヴォ）:ドラム
- Rakapo（ラカポ）：ベース
- Gany（ガニー）：ボーカル

バンドリーダーのDamilyとRakapoはフランス語を話すが、他のメンバーは地元の言語のみを解する。

## ディスコグラフィー
- 1993 : Tsipirano
- 1995 : Safo-drano
- 1996 : Masoandro - Pamaraky
- 1997 : Lazan'ny tany
- 1999 : Tsondemboke l'an 2000
- 2000 : Mihetsiketsike
- 2002 : Andao tsika hitsinjaky
- 2004 : Tsapiky. Panorama d'une jeune musique de Tuléar
- 2007 : Ravinahitsy
- 2011 : Ela Lia
- 2015 : Very Aomby

## 日本公演
- 2016年Sukiyaki Meets The World
  - 8月27日 - 南砺市園芸植物園（富山県）
  - 9月2日 - 桜坂劇場（沖縄県）